# Нематов, Абдувахид Фуркатович
Абдувохид Фуркат оглы Нематов (узб. Abduvahid Furqat oʻgʻli Neʻmatov; род. 20 марта 2001, Джизак) — узбекистанский футболист, вратарь клуба «Насаф» и сборной Узбекистана.

## Биография
Занимался футболом в молодёжной команде клуба «Насаф» из города Карши. Впервые в заявку на матч чемпионата Узбекистана попал в 2017 году. Официальный же дебют Нематова на этом уровне состоялся 26 апреля 2019 года в игре против АГМК (0:4). Вместе с командой дважды становился серебряным призёром чемпионата и дважды побеждал в Кубке Узбекистана. Также защищал цвета «Насафа» в Кубке АФК и Лиге чемпионов АФК, где провёл 17 матчей.
Признавался лучшим вратарём мая 2019 года в Суперлиге Узбекистана, а также лучшим вратарём узбекского чемпионата по версии аналитической компании Instat в сезоне 2020 года.
В составе сборной Узбекистана до 23 лет играл на чемпионатах Азии среди молодёжных команд в 2020 (четвёртое место), 2022 (второе место) и 2024 (второе место) годах. По ходу турнира 2024 года Нематов пропустил лишь один гол в финале от Японии, а по итогам соревнований был признан лучшим вратарём.
После матча молодёжных сборных Узбекистана и Ирака (2:2 основное время, 3:2 по пенальти) Нематов был дисквалифицирован АФК на три игры.
Впервые за национальную сборную Узбекистана он сыграл 3 сентября 2020 года в товарищеской игре против Таджикистана (2:1). Участник домашнего Кубка наций ФАЦА 2023 года. Был включён в состав Узбекистана на Кубок Азии 2023, который прошёл в Катаре, однако на турнире не провёл ни одной игры.

## Достижения
- Серебряный призёр чемпионата Узбекистана: 2020, 2023
- Обладатель Кубка Узбекистана: 2022, 2023
- Финалист Кубка Азии (до 23 лет): 2022, 2024
- Лучший вратарь Кубка Азии (до 23 лет): 2024
- Узбекистон ифтихори (6 июня 2025 года) — за большой вклад в развитие и широкую популяризацию спорта в нашей стране, утверждение здорового образа жизни в обществе, проявленные истинное мужество и стойкость, образец высокого профессионализма и целеустремленности в отборочных турнирах среди сильнейших команд Азии по футболу и впервые в истории нашей Родины завоевание путёвки на чемпионат мира, ставшее большой победой, активное участие в деле приумножения славы Нового Узбекистана в мировом масштабе, воспитания молодого поколения в духе любви к Родине, национальной гордости и патриотизма[7]